# Ник Зупанчич
Ник Зупанчич (словен. Nik Zupančič — Љубљана, 3. октобар 1968) некадашњи је професионални југословенски и словеначки хокејаш на леду који је играо на позицијама центра. По окончању играчке каријере постао је хокејашки тренер.
Највећи део играчке каријере провео је у љубљанској Јесеница са којом је освојио и три титуле националног првака. Са екипом Фелдкирха освојио је и титулу првака Аустрије у сезони 1997/98.
Играо је за сениорску репрезентацију Југославије, а потом иза репрезентацију Словеније. Од 2015. године селектор је сениорске репрезентације Словеније коју је успео да одведе на Зимске олимпијске игре 2018. у Пјонгчангу.